# (18946) Massar
(18946) Massar est un astéroïde de la ceinture principale d'astéroïdes.

## Description
(18946) Massar est un astéroïde de la ceinture principale d'astéroïdes. Il fut découvert le 24 août 2000 à Socorro (Nouveau-Mexique) par le projet LINEAR. Il présente une orbite caractérisée par un demi-grand axe de 3,05 UA, une excentricité de 0,18 et une inclinaison de 0,5° par rapport à l'écliptique.

## Compléments